# 胡光祖
胡光祖（？—？），中國清朝官員，本籍中國山西，是監生出身。胡光祖於1732年（雍正10年）奉旨於台灣擔任台灣諸羅縣笨港縣丞。管轄約今北港一帶區域。
| 前任： — | 台灣諸羅縣笨港縣丞 1732年上任 | 繼任： 周天福 |